# Ga Hàm Liêm
Ga Hàm Liêm là một nhà ga xe lửa nằm tại xã Hàm Liêm, huyện Hàm Thuận Bắc, tỉnh Bình Thuận. Nhà ga là một điểm trên tuyến đường sắt Bắc Nam và nối ga Ma Lâm với ga Bình Thuận. Lý trình ga: km 1541 + 550.